# ذهن

ذهن مسئول پدیده‌هایی مانند ادراک، اندیشه، احساس و کنش است.

ذهن آن چیزی است که می‌اندیشد، احساس می‌کند، ادراک می‌کند، تصور می‌کند، به خاطر می‌آورد و اراده می‌کند. ذهن کل پدیده‌های ذهنی را در بر می‌گیرد و فرآیندهای آگاهانه که از طریق آن‌ها فرد از شرایط بیرونی و درونی آگاه می‌شود، و فرآیندهای ناآگاهانه که می‌توانند بدون قصد یا آگاهی بر فرد تأثیر بگذارند را شامل می‌شود. ذهن نقش محوری در اکثر جنبه‌های زندگی انسان ایفا می‌کند، اما ماهیت دقیق آن مورد مناقشه است. برخی توصیف‌ها بر جنبه‌های درونی تأکید دارند و می‌گویند ذهن اطلاعات را پردازش می‌کند و به‌طور مستقیم برای ناظران خارجی قابل دسترسی نیست. دیگران رابطه ذهن با رفتارهای بیرونی را برجسته می‌کنند و پدیده‌های ذهنی را تمایلی برای انجام رفتارهای قابل مشاهده می‌دانند.
مسئله ذهن و جسم چالشی است برای توضیح رابطه بین ماده و ذهن. به‌طور سنتی، ذهن و ماده اغلب به‌عنوان دو جوهر متمایز در نظر گرفته می‌شدند که می‌توانستند به‌طور مستقل از یکدیگر وجود داشته باشند. از قرن بیستم، موضع فلسفی غالب فیزیکالیسم بوده است که می‌گوید همه‌چیز مادی است، به این معنا که ذهن‌ها جنبه‌ها یا ویژگی‌های خاصی از برخی اشیاء مادی هستند. تاریخ تکاملی ذهن به توسعه سیستم‌های عصبی گره خورده است که به تشکیل مغزها منجر شد. با پیچیده‌تر شدن مغزها، تعداد و ظرفیت کارکردهای ذهنی افزایش یافت و نواحی خاصی از مغز به کارکردهای ذهنی خاص اختصاص یافتند. ذهن‌های انسانی نیز به‌مرور زمان با یادگیری از تجربه و گذر از مراحل روان‌شناختی در فرایند پیری تکامل می‌یابند. برخی افراد از اختلالات روانی رنج می‌برند که در آن‌ها برخی ظرفیت‌های ذهنی به‌درستی عمل نمی‌کنند.
به‌طور گسترده پذیرفته شده است که حداقل برخی از جانوران غیرانسانی دارای نوعی ذهن هستند، اما این‌که این موضوع به کدام حیوانات صدق می‌کند، بحث‌برانگیز است. موضوع ذهن‌های مصنوعی چالش‌های مشابهی را مطرح می‌کند و نظریه‌پردازان دربارهٔ امکان و پیامدهای ایجاد آن‌ها با استفاده از رایانه‌ها بحث می‌کنند.
رشته‌های اصلی مطالعه ذهن شامل روان‌شناسی، علوم اعصاب، علوم شناختی و فلسفه ذهن هستند. این رشته‌ها معمولاً بر جنبه‌های مختلف ذهن تمرکز دارند و از روش‌های تحقیقاتی متفاوتی استفاده می‌کنند، از مشاهده تجربی و تصویربرداری عصبی گرفته تا تحلیل فلسفی و آزمایش فکری. ذهن با بسیاری از رشته‌های دیگر، از جمله معرفت‌شناسی، انسان‌شناسی، دین و آموزش، مرتبط است.

## تحلیل
یکی از سؤالات بارز در این زمینه در ارتباط با طبیعت مسئله ذهن و جسم می‌باشد که به بررسی ارتباط ذهن با جسم (مغز) می‌پردازد. دیدگاه‌های قدیمی‌تر از قبیل دوالیسم (اعتقاد به دوگانگی) و ایده‌آلیزم (آرمان‌گرایی)، ذهن را غیرجسمانی می‌دانند. نظرات جدید اغلب بر فیزیکالیسم (اصالت فیزیک) و فانکشنالیزم (کارکردگرایی) متمرکزند که باور دارند ذهن همانند مغز در برابر پدیده‌های فیزیکی از قبیل فعالیت‌های عصبی تقلیل‌پذیر است. اگرچه دوالیسم و ایده‌آلیزم هنوز هم حامیان بسیاری دارند. سؤال دیگر در این زمینه این است که کدامیک از موجودات قابل داشتن ذهن هستند؟ (کتاب دانشمند جدید هشت سپتامبر ۲۰۱۸ صفحه ۱۰). به‌عنوان مثال، آیا ذهن منحصر به انسان‌هاست یا همه حیوان‌ها؟ تمام موجودات زنده؟ آیا تمام آن‌ها ذهنی با خصوصیات دقیق و قابل توصیف دارند، یا داشتن ذهن مختص به بعضی ماشین‌های ساخته دست بشر است؟
طبیعت ذهن هرچه که باشد، توافق عموم بر این است که ذهن موجودات را قادر می‌سازد تا به آگاهی درونی برسند، به‌خصوص در محیط پیرامونشان و برای دریافت و پاسخ به محرک‌های عامل و برخوداری از هشیاری که شامل تفکر و احساسات می‌شود.
در سنت‌های مذهبی و فرهنگی متفاوت، درک مفهوم ذهن گوناگون است. برخی داشتن ذهن را منحصر به انسان‌ها می‌دانند، درحالی‌که برخی دیگر (مثل انیمیزم و پانپسیخیزم) داشتن ذهن را به موجودات غیرزنده، حیوان‌ها و خدایان نسبت می‌دهند. یک سری از مکاتب قبلی ذهن را (که بعضاً به‌جای آن از کلمات روح و جان استفاده می‌کردند) با نظریه‌های زندگی بعد از مرگ یا فلسفه انتظام گیتی ربط می‌دادند. برای مثال در اصول زرتشت، بودا، افلاطون، ارسطو، یونان باستان، هند و بعدها اسلام و فیلسوفان قرون وسطی در اروپا و فیلسوف‌های ذهنی مهم اعم از افلاطون، پاتانجلی، دکارت، لیبنیتز، لوک، بکرلی، هام، کنت، هگل، شوپنهاور، سرل، دنت، فودور، نایگل و چالمرز. روانشناسانی از قبیل فروید و جیمز و دانشمندان کامپیوتری از قبیل ترنینگ و پوتنام نظریات نافذی دربارهٔ طبیعت ذهن ارائه داده‌اند. امکان اذهان درموجودات غیرزنده درمقوله هوش مصنوعی مورد بررسی قرار می‌گیرد؛ که در ارتباط با فیزیولوژی دستگاه عصبی و نظریه اطلاعاتی کار می‌کند تا به راهی دست یابد تا ماشین‌های غیرزنده بتوانند اطلاعات را به نوعی مشابه یا متفاوت با پدیده ذهنی بشر پردازش کنند.
ذهن به‌صورت سیالی از خودآگاهی نیز به‌تصویر کشیده شده است، و در آن ادراک حواس و پدیده فکری همواره در حال تغییر هستند. خواص تشکیل‌دهنده ذهن مورد بحث قرار دارند. بعضی از روان‌شناسان ادعا می‌کنند که فقط عملکردهای فکری «برتر» به‌ویژه منطق و حافظه، ذهن را تشکیل می‌دهند. از این نظر احساساتی نظیر عشق، تنفر، ترس و لذت در طبیعت، درونی‌تر و ابتدایی‌ترند، و به‌همین دلیل می‌بایست متفاوت از ذهن در نظر گرفته شوند.